# サイクロバクター・アレノサス
サイクロバクター・アレノサス（Psychrobacter arenosus）はプロテオバクテリア門ガンマプロテオバクテリア綱シュードモナス目モラクセラ科サイクロバクター属の種の一つであり、グラム陰性、耐冷性、好気性、非運動性の真正細菌である。日本海のロシア沿岸海氷および堆積物から単離された。